# Boceni, Vînohradiv
Boceni (în ucraineană Тисобикень, transliterat Tîsobîken, în maghiară Tiszabökény) este un sat în comuna Petriș din raionul Vînohradiv, regiunea Transcarpatia, Ucraina.

## Demografie
Componența lingvistică a localității Boceni
     Maghiară (97,65%)
     Ucraineană (2,12%)
     Alte limbi (0,18%)
Conform recensământului din 2001, majoritatea populației localității Boceni era vorbitoare de maghiară (97,65%), existând în minoritate și vorbitori de ucraineană (2,12%).